# Youth Brigade
Youth Brigade — американская хардкор-панк группа, образованная в Голливуде, Лос-Анджелес, Калифорния, в 1980 году братьями Марком, Адамом и Шоном Стернами. Впоследствии группа основала лейбл BYO (Better Youth Organization). Многие последующие панк-группы называют Youth Brigade в качестве влияния, в том числе The Nation of Ulysses и The Briefs.
Youth Brigade выпустила пять студийных альбомов (считая один, выпущенный как The Brigade), последний из которых был выпущен в 1996 году. Почти каждый альбом был записан в оригинальном составе из братьев Стерн: Марка, Адама и Шона; басист Боб Гнарли заменил Адама в 1985 году во время записи альбома The Dividing Line, который был выпущен группой The Brigade. Адам вернулся в 1991 году, когда группа воссоединилась, и внес вклад в мини-альбом 1992 года Come Again и их следующие два альбома (Happy Hour и To Sell the Truth) перед тем, как снова уйти в 2007 году. Youth Brigade продолжает гастролировать и по сей день, хотя, за исключением шести новых треков на сплит-альбоме 1999 года BYO Split Series Volume II, они не выпускали полноформатных студийных альбомов после To Sell the Truth в 1996 году.

## История

### Создание группы (1979—1981)
Семья Стерн, состоящая из старших братьев Шона и Марка и младшего брата Адама, переехала из Торонто, Канада в Лос-Анджелес в 1970 году, потому что их отец работал в киноиндустрии. В подростковом возрасте Шон и Марк были серферами, которые прогуливали школу, чтобы курить марихуану и ходить на рок-концерты. В 16 и 17 лет они играли в своей первой группе Mess, которая играла каверы на Led Zeppelin и Джими Хендрикса на вечеринках. Год спустя, в 1978 году, они открыли для себя панк-рок и сформировали эксцентричную прог/нью-вейв группу The Extremes, выпустив четырехпесенный мини-альбом, в котором Шон пел с фальшивым английским акцентом.
Осенью 1979 года, после визита британской Oi!-группы Sham 69, два старших брата Стерна переехали в большой дом в Голливуде, Калифорния, недалеко от Голливудской средней школы, и назвали его Skinhead Manor  (с англ. «Поместье скинхедов»). Большой панк-дом стал местом встречи панков и скинхедов со всего региона. Это место притягивало творческую энергию участников, там была небольшая звукозаписывающая студия, такие группы как Circle Jerks использовали Skinhead Manor как репетиционную базу. Там же появились первые планы запуска пиратской радиостанции.
Skinhead Manor также было местом, где люди, заинтересованные в панк-культуре могли встретиться и познакомиться друг с другом. Там же Стерны создали свинг-группу Swinging Skins (SS) Brigade, что предшествовала Youth Brigade. Кроме того, Manor послужил местом рождения не только Youth Brigade, но и других групп, например No Crisis. Также в доме часто употребляли алкоголь и различные наркотики: Стерны и их гости делали домашнее вино, в одной из комнат стоял автомат для раздачи разливных напитков, заполненный пивом, а также некоторые гости употребляли метамфетамин.

Youth Brigade вспоминали в интервью 1982 года:
«…Мэнор как-то развалился, потому что к нам пришло слишком много придурков, которым было наплевать. И не было никаких денег, чтобы поддержать идеи. Это самое главное — вам нужен капитал. Поэтому мы разбежались, хозяйка тоже хотела нас выставить. Потом это место было сожжено».
Клуб под названием Godzilla’s, расположенный в бывшем боулинге в районе Сан-Вэлли в Лос-Анджелесе, стал новым центром деятельности для братьев Стерн, и это место превратилось в Мекку для панков со всего Южной Калифорнии. Работая в клубе, они вскоре накопили небольшой стартовый капитал и в 1982 году запустили Better Youth Organization (BYO) как зонтичную организацию для продвижения панк-рок шоу и продюсирования музыки. Шон и Марк Стерн также основали свой лейбл Better Youth Organization в рамках этого проекта.
Первый год существования Youth Brigade в группе было шесть человек, но первый концерт они сыграли втроём, в канун Нового 1981 года в ночном клубе Godzilla’s. В начале февраля они стали частью большого BYO-шоу Youth Movement '82 в Hollywood Palladium, куда пришли 3500 человек на концерт с участием только местных лос-анджелесских групп.

### Sound & Fury (1982—1983)
Летом 1982 года, после записи трёх треков для первого релиза на лейбле BYO Someone Got Their Head Kicked In, Youth Brigade отправились в амбициозное североамериканское турне на 30 городов вместе с хардкор-группой Social Distortion в большом жёлтом школьном автобусе. Событие было запечатлено в фильме 1984 года  Another State of Mind.
После около 30 концертов и нескольких поломок они вернулись домой, чтобы записать свой дебютный альбом Sound & Fury с продюсером Томом Уилсоном. Преждевременная версия альбома была поспешно собрана перед турне, но прессовка была остановлена при 800 копиях, поскольку группа была не довольна качеством материала и продакшна. В 1983 году группа вернулась домой и решила записать второй альбом с названием Sound & Fury, оставив только четыре трека из оригинальной версии. За этим последовал 50-дневный тур по Северной Америке летом.

### Последние годы и уход Адама (1984—1987)
После заключения сделки на лицензирование Sound & Fury в Англии, было запланировано турне по Европе осенью 1984 года. Они выпустили трехпесенный мини-альбом What Price? весной 1984 года, а затем сыграли около 50 концертов в Нидерландах, Германии, Франции, Испании, Италии, Югославии, Польше и Англии, став одной из первых независимых американских групп, гастролировавших по «подполью» Европы и восточных стран. После этого тура Адам решил вернуться в художественную школу и закончить учёбу. Группа записала его последнее шоу в июне 1985 года в Fenders Ballroom в Лонг-Бич, Калифорния, и эти записи были выпущены на итальянских и французских релизах, а также на сборнике CD Sink With Kalifornija.
Братья Шон и Марк продолжили как  The Brigade  в течение примерно двух лет после ухода Адама, дав свое первое интервью под новым названием в апреле 1986 года.

### Royal Crown Revue (1989—1991)
Марк, Адам и младший брат Джейми Стерн составили половину первоначального состава свинг-группы Royal Crown Revue в 1989 году. Все три брата покинули группу в 1991 году, незадолго до воссоединения Youth Brigade. Royal Crown Revue продолжила работу с новыми участниками, заменившими ушедших братьев Стерн.

### Воссоединение (1991-настоящее время)
В 1991 году, встретившись в баре в Гамбурге, Марк и Адам выразили желание воссоединить Youth Brigade для тура, и Шон согласился. Когда они вернулись домой в январе 1992 года, они начали работать над новым материалом и дали концерт в Whisky A Go-Go в Голливуде в конце апреля.
В июле они записали шесть песен на студии Westbeach для своего мини-альбома Come Again. В середине сентября Youth Brigade снова отправились в турне по Европе. Тур охватил Германию, Швецию, Норвегию, Данию, Швейцарию, Францию, Испанию, Италию, Чехословакию и Польшу.
Более чем через десять лет после дебюта группа записала альбом Happy Hour на Westbeach Studios и выпустила его в марте 1994 года. Вскоре после этого они добавили бывшего участника Cadillac Tramps, U.S. Bombs и нынешнего гитариста Social Distortion Джонни 2 Bags Уикершема и записали следующий полноформатный альбом To Sell the Truth в апреле 1996 года. Альбом был спродюсирован Стивом Краваком и замиксован Томом Вилсоном. В 1996 году группа также внесла вклад в благотворительный альбом против СПИДа Silencio=Muerte: Red Hot + Latin, спродюсированный организацией Red Hot Organization вместе с группой Cuca.
В 1998 году группа вернулась в студию, чтобы записать 30-секундную песню Short Music For Short People для сборника лейбла Fat Wreck Chords. Песня была записана в гостиной друга. В середине 1999 года они записали 6 новых треков для 2-го тома серии сплитов лейбла BYO Records. На другой стороне альбома записались панки из Северной Калифорнии Swingin' Utters.
В октябре 2013 года Брайан Хановер (Hanover Saints, Union Hearts) заменил Майка Картера на гитаре.

## Участники

### Текущий состав
- Шон Стерн — вокал, гитара
- Адам Стерн — бас
- Марк Стерн — ударные
- Джон Кери — гитара, вокал

### Бывшие участники
- Грег Луис Гутьеррес — гитара, вокал
- Боб Гнарли — бас
- Джонни Викершем — гитара
- Джоуи Гарибальди — бас
- Майк Картер — бас

## Дискография

### Студийные альбомы
- Sound & Fury (1982)
- Sound & Fury (1983)
- The Dividing Line (1986) (as The Brigade)
- Happy Hour (1994)
- To Sell the Truth (1996)

### EP и синглы
- What Price Happiness? (1984)
- Come Together (1986) (as The Brigade)
- Come Again (1992)
- All Style No Substance (1994)

### Сплиты
- Epitaph / Care (by Vicious Circle / Youth Brigade) (April 1986) — Reactor Records (REACTOR 009)[10]
- Youth Brigade/Screw 32 (1995)
- BYO Split Series Volume II (1999)

### Сборники
- Sink With Kalifornija (1994)
- Out of Print (1998)
- A Best of Youth Brigade (2002)

### Участие в сборниках
- Someone Got Their Head Kicked In! (1982)
- Something To Believe In (1984)
- Someone’s Gonna Get Their Head To Believe In Something (1994)
- Silencio=Muerte: Red Hot + Latin (1996)
- How To Start A Fight (1996)
- The World Still Won’t Listen — A Tribute To The Smiths (1996)
- Sample This! (1997)
- Dropping Food on Their Heads Is Not Enough: Benefit for RAWA (2002)
- Sample This, Too (2002)
- Voices in the Wilderness: A Benefit Compilation (2005)
- Let Them Know: The Story of Youth Brigade and BYO Records (2009)